# José Caruso Madalena
José Caruso Madalena (Rio de Janeiro, 19 de agosto de 1916 - Teresópolis, 27 de dezembro de 2010) foi um médico e contista brasileiro.

## Biografia
De família pobre, trabalhou aos 9 anos, como jornaleiro.
Aos 13 anos, publicou na revista da Academia Anchieta do Colégio Municipal São vicente de Paulo seu primeiro conto, intitulado O balão.
Usou, na imprensa, o pseudônimo de João Carlos Magalhães.
Formou-se em medicina, com distinção, na Escola de Medicina e Cirurgia, na UNI-Rio.
Especializou-se em Neurologia e Psiquiatria.
Foi professor de psiquiatria e Psicologia nas seguintes instituições:
- Professor-assistente de psiquiatria na Faculdade de Medicina da Ex-Universidade do Brasil (Universidade Federal do Rio de Janeiro);[2]
- Professor de Psicologia e Higiene Mental na Escola de Enfermagem de Niterói (Universidade Federal Fluminense);
- Professor de Psiquiatria no Instituto de Pós-Graduação Médica Carlos Chagas;
- Professor Emérito de Psiquiatria e Psicologia na Universidade de Nova Iguaçu;
- Professor-Adido de Psiquiatria da OMS no Brasil (na Universidade Federal de Santa Catarina);
- Professor-Convidado de Psicofarmacologia nas Universidades Federais da Bahia e do Rio Grande do Norte;

## Participação cultural
Foi membro das seguintes entidades literárias, culturais e de classe:
- Academia Alagoana de Letras (correspondente);
- Academia Petropolitana de Letras (correspondente);
- Academia Teresopolitana de Letras;
- Grêmio Barra–Mansense de Letras;
- Academia Carioca de Letras;
- Sociedade Brasileira de Médicos Escritores – Regional Rio de Janeiro;
- Academia Brasileira de Médicos Escritores (membro fundador);
- Instituto dos Centenários;
- Associação Nacional de Escritores;
- Legião de Honra Marechal Rondon (grau Grã Cruz);
- Instituto Brasileiro de História da Medicina;
- Centro Brasileiro de Estudos Estratégicos;
- Sociedade Brasileira de Filosofia (Presidente de honra);
- World Psychiatric Association;
- Sociedade Latino–Americana de Psicobiologia (membro fundador);
- Sociedade Psiquiátrica de Língua Portuguesa (membro fundador);
- Associação Brasileira de Psiquiatria (membro fundador);
- Associação Brasileira de Psiquiatria Biológica (membro fundador);
- Centro de Estudos Franco da Rocha;
- Academia Brasileira de Medicina Militar (emérito);
- Sociedade de Medicina e Cirurgia do Rio de Janeiro;
- Associação Psiquiátrica de Brasília (membro honorário);
- Centro de Estudos Galba Veloso;

## Livros publicados
- Acerca da esquizofrenia;
- A fenomenologia psiquiátrica;
- Caderno de páginas tristes;
- História da esquizofrenia;
- Lições de psiquiatria;
- As psicoses atípicas;
- O sono;
- Psicofarmacologia - Clínica básica;

### Referência bibliográfica
- BEGLIOMINI, HELIO. Imortais da Abrames. Rio de Janeiro:Expressão e Arte Editora, 2010